# Ministerio de Telecomunicaciones y de la Sociedad de la Información

El Ministerio de Telecomunicaciones y la Sociedad de la Información es el órgano rector de las telecomunicaciones y de la sociedad de la información, informática, tecnologías de la información y las comunicaciones y de la seguridad de la información. Le corresponde el establecimiento de políticas, directrices y planes aplicables en tales áreas para el desarrollo de la sociedad de la información. En la actualidad este ministerio forma parte del Consejo Sectorial de Infraestructura y Recursos No Renovables. 
Misión:

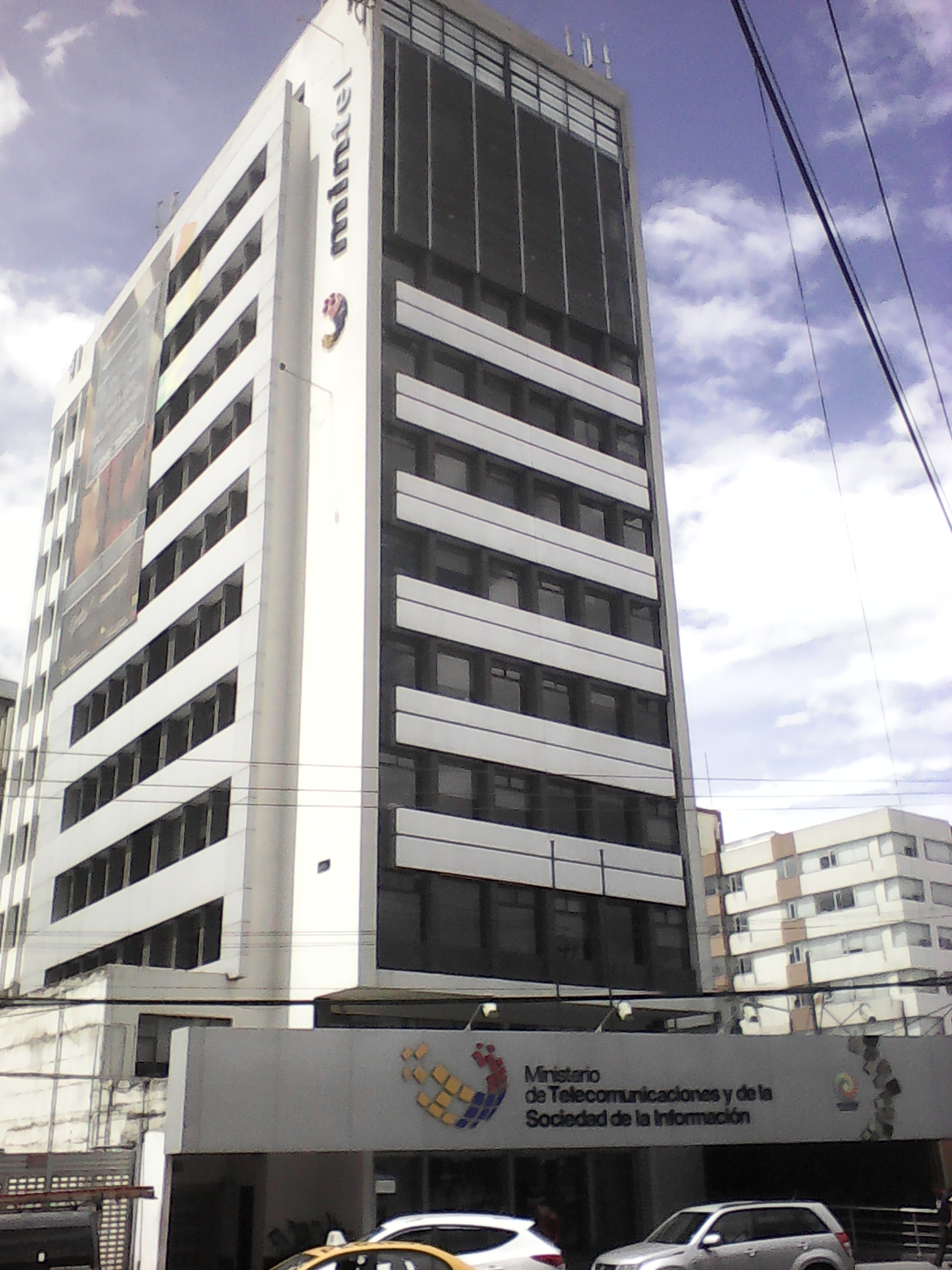
Edificio en Quito. (Única sede)

Ser el órgano rector del desarrollo de las tecnologías de la información y comunicación en el Ecuador, que incluyen las telecomunicaciones, el espectro radioeléctrico, gobierno electrónico, simplificación de trámites y sociedad de la información, que emite normativa, políticas, planes y realiza el seguimiento y evaluación de su implementación, que regula y controla el sector postal, coordinando acciones con los actores de los sectores estratégicos para garantizar el acceso igualitario a los servicios y promover su uso efectivo, eficiente y eficaz, que asegure el avance hacia la sociedad de la información para el desarrollo de la población ecuatoriana.
Visión:
Constituirse en la entidad, referente de la gestión pública, que lidere y gobierne todos los procesos necesarios para que los ciudadanos accedan y generen información y conocimiento, mediante el uso efectivo de las Tecnologías de la Información y Comunicación; además de fortalecer el gobierno electrónico, la simplificación de trámites, el sector postal y sociedad de la información, en beneficio de los ciudadanos y del desarrollo socioeconómico del país.

## Ministro
César Martín Moreno
El Presidente Daniel Noboa Azín designó, el 25 de noviembre de 2023,  mediante Decreto Ejecutivo Nro. 31, al PhD César Antonio Martín Moreno como  Ministro de Telecomunicaciones y de la Sociedad de la Información.
Es Ingeniero en Electricidad Especialización Electrónica, por  la Escuela Politécnica del Litoral (ESPOL), centro educativo donde es catedrático. Tiene una larga trayectoria académica. Cuenta con un PhD por la Arizona State University (ASU); así como es Magister en Administración de Empresas, por la ESPOL. Dirigió la ejecución de un estudio de un Radio Enlace entre los Dispensarios de Pulinguí y Nitiluisa del Seguro Social Campesino, en la provincia de Chimborazo,  y el Diseño de una interfaz de Datos, en el 2009.
Ha ocupado importantes cargos en empresas privadas como ejecutivo y consultor. Así como ha estado a cargo de la Administración y Dirección de Proyectos de innovación tecnológica.
Vianna Maino
Abogada que se desempeñó como Ministra de Telecomunicaciones en el Gobierno de Guillermo Lasso.
Andrés Michelena
Comunicador Social, que desempeñó las funciones de Ministro de ésta Cartera de Estado.
Guillermo León
Ingeniero de profesión, con claridad técnica para el manejo de esta Cartera de Estado que ordena el Sector Estratégico de las Telecomunicaciones
Alexandra Alava
Ministra con experiencia técnica, que fortaleció la cooperación internacional a nivel regional para el desarrollo de instrumentos normativos
Augusto Espín
Profesional técnico, con quien se desarrollaron varios proyectos emblemáticos
Jaime Guerrero
Ministro de formación técnica con claridad en los objetivos de la masificación de la cobertura de internet y atención a zonas rurales, trabajó en proyectos emblemáticos como el de Infocentros, Aulas Móviles, Conectividad para Escuelas, entre otros.